# ألبرتو سانتوس
البيرتو سانتوس دومون (بالبرتغالية: ɐwˈbɛʁtu ˈsɐ̃tuz duˈmõ، 20 يوليو/تموز 1873 - 23 يوليو/تموز 1932‏) هو أحد الروّاد في الطيران البرازيلي ووريث عائلة ثرية من منتجي البن. كرّس سانتوس دومون وقته لدراسة الطيران والتجريب في باريس العاصمة الفرنسية حيث أمضى معظم سنوات شبابه. قام سانتوس دومون بتصميم وبناء وتطيير أول منطاد عملي، وقام بإثبات أن الرحلات الجوية المحددة المُتحكم بها ممكنة. كان «غزو الهواء» هذا بالتحديد سبب فوزه بجائزة هنري دويتش دو لا مورث (بالفرنسية: Deutsch de la Meurthe)‏ في 19 أكتوبر/تشرين الأول لعام 1901م في رحلةً جوية حول برج ايفل وهذا ماجعله واحداً من أكثر الناس شهرةً في بدايات القرن العشرين.
في 23 أكتوبر/تشرين الأول عام 1906م وبالإضافة إلى عمله الرائد في المناطيد، طيّر سانتوس دومون طائرةً ثابتة الجناح، من تصميمه الخاص وتركيبه سماها «الطير الجارح» 14bis (بالفرنسية: oiseau de proie)‏ أول رحلة طيران أثقل من الهواء مُصدّقة <مُجازة من قِبل «نادي الطيران الفرنسي» و«اتحاد الطيران الدولي». يعتبر سانتوس في سجل بانتيون لأبطال البرازيل.
ترأس سانتوس دومون الكرسي الثامن والثلاثون للأكاديمية البرازيلية للخطابات للرسائل من عام 1931م حتى وفاته عام 1932م.

## سيرته الذاتية

### طفولته
ولد ألبرتو سانتوس-دومو في مزرعة كابانغو وتقع في بلدة بالميرا البرازيلية التي تُعرف اليوم باسم سانتوس دومو في ولاية ميناس جيرايس جنوب شرقيّ البرازيل.
نشأ ألبيرتو في مزرعة للبُن تملكها عائلته في ولاية ساو باولو وكان ترتيبه السادس بين أخوته الثمانية. كان والده (فرنسي المولد) مهندساً وحرص على استعمال أحدث الابتكارات لتسهيل العمل في أراضيه الواسعة، ونجحت تلك الابتكارات نجاحاً باهراً أدى لجمعه ثروةً كبيرة وعُرف بلقب «ملك القهوة في البرازيل».

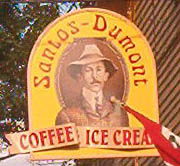
مثلجات من صناعة شركة سانتوس دومون للبن

سانتوس-دومو كان مولعا بالمكينات وتعلم في صغره قيادة القاطرة والجرار البخاري التي تستعملها عائلته في المزرعة. كان أيضاً معجباً بجول فيرن وأتم قراءة جميع كتبه قبل سن العاشرة. وذكرَ سانتوس-دومو في مذكراته الشخصية أن حلم الطيران راوده حين تأمله لسماء البرازيل البديعة أثناء النهارات الطويلة المشمسة التي قضاها في المزراع.
وفقاً لعادات العائلات الثرية آنذاك، بعد تلقي العلوم الأساسية في المنزل بواسطة معلمه الخاص ووالديه، البيرتو الصغير تم ارساله وحده إلى أكبر المدن لاتمام دراسته الثانوية، فدرس لفترة في ثانوية تختص بالعلوم تسمى "Colégio Culto à Ciência" في مدينة كامبينيس.

### الانتقال إلى فرنسا
في عام 1891م، تعرض والد ألبِرتو لحادث أثناء تفقّده لبعض الآلات. حيث سقط من فوق حصانه وأصيب بشلل سفلي. وقرّر أن يبيع المزرعة وينتقل إلى أوروبا مع زوجته وأطفاله الصغار. في 17، غادر سانتوس دومون إسكولا دي ميناس المرموقة في أورو بريتو، ميناس جيريس، إلى باريس. وبعد فترة وجيزة من وصوله اشترى سيارة. وبعد ذلك استكمل دراسته في الفيزياء، والكيمياء، والميكانيكا، والكهرباء بمساعدة مُعلّم خاص.

### بالونات ومناطيد
وصف سانتوس دومون نفسه بأوّل «رياضي في الجو.» فقد بدأ الطيران بإستئجار طيّار بالونات متمرّس وقام بركوبه الأول للبالون كراكب ثمّ انتقل بسرعة إلى قيادة البالونات بنفسه، وبعد ذلك مرور فترة قصيرة أصبح هو من يصمّم بالوناتة الخاصة. وفي عام 1898م، طار سانتوس دومون بأوّل بالون صمّمه بنفسه وسماه البرسيل (بالفرنسية: Brésil)‏ الذي تميز بصغر حجمه وخفة وزنه.
وبعد رحلات عديدة بالبالون انتقل سانتوس دومون لتصميم البالونات القابلة للتوجيه أو مايعرف بالمنطاد، والذي يمكن التحكم به وتسييره بواسطة الهواء بدلاً من أن ينجرف مع الرياح. وفي عام 1884م قام شارل رينارد وأرثر كريبس بالتحليق بالمنطاد الذي سمي «لا فارنس» (بالفرنسية: La France)‏ بنجاح وقد كان قادراً على الطيران بسرعة 24 كم / ساعة (15 ميلاً في الساعة)، ولكن التجربة لم تتطور وتستمر بسبب نقص التمويل. وبين العام 1898م وعام 1905م قام سانتوس دومون ببناء 11 منطاد حلّق بِـهم جميعاً على الرغم من القيود المفروضة لمراقبة ساعة الغداء. وفي إحدى المرات، حلّق سانتوس دومون بمنطاده صباحاً إلى شقته الخاصة التي تحمل الرقم 9 في شارع واشنطن، مقابل شارع قصر الشانزليزيه، في مكان غير بعيد عن قوس النصر.
قرّر سانتوس دومون بناء مركبة أكبر«المنطاد رقم 5» ليفوز بجائزة «دويتش دي لا مورث». وفي الثامن من أغسطس لعام 1901م، وخلال إحدى محاولاته فقَد منطاده غاز الهيدروجين وبدأ ينحدر للأسفل ولم يكن قادرًا على تجنب سطح فندق تروكاديرو فحدث انفجار مُدوي. نجا سانتوس دومون من هذا الانفجار ووجد مُعلّقًا في سلّة على جانب الفندق وبمساعدة من المتجمهرين تسلّق إلى السطح ولم يصب بأي أذى.

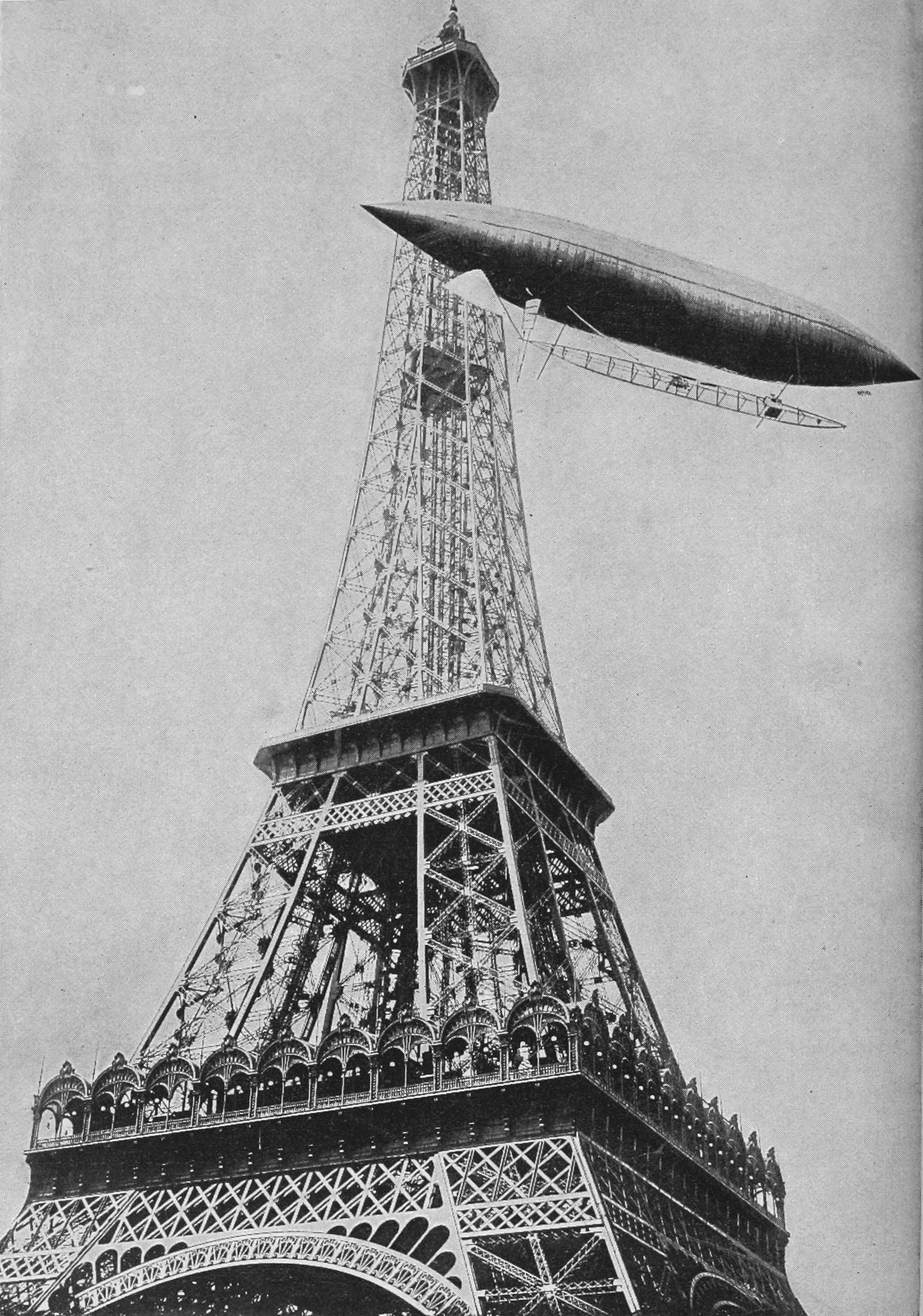
Santos-دومون رقم 6 خلال تحليقه حول برج إيفل كجزء من فغاليات جائزة دويتشي

بلغ سانتوس دومون أوج مسيرته المهنية في الطيران بالمناطيد عندما فاز بجائزة «هنري دويش ديلاميرث» لدعم وتطوير تقنيات الطيران. وكانت هذه الجائزة لأول رحلة من حديقة سانت كلود إلى برج إيفل ذهاباً وإياباً في أقل من 30 دقيقة. تستلتزم هذه الرحلة معدل سرعة على الأرض يساوي 22 كيلو متر في الساعة (14ميل/ساعة) لتغطي المسافة ذهاباً وإياباً والتي تقدر بنحو 11 كيلو متر (6,8 ميل) في الوقت المحدد لهذه الرحلة.
في التاسع عشر من أكتوبر عام 1901م، وبعد عدة محاولات نجح سانتوس دومون في القيام بالرحلة بواسطة منطاده الرقم 6 وبعد الانتهاء من الرحلة مباشرة دار خلاف حول التغيير الذي حصل في قانون الدقيقة الأخيرة من السباق ودقة التوقيت الرحلة. حيث كان هناك غضب شعبي وتعليقات في الصحافة. أخيراً وبعد عدة أيام من تردد لجنة الحكام مُنح سانتوس دومون الجائزة كما مُنح أيضاً مبلغاً مالياً قدره 125,000 فرنك فرنسي. وفي بادرة خيرية، تبرع سانتوس دومون بخمسة وسبعون 75,000 ألف فرنك من الجائزة المالية لفقراء مدينة باريس والباقي أُعطيَ للعاملين معه كعلاوة. بعد ذلك اُعلن عن جائزة إضافية مماثلة بمبلغ وقدره 125,000 فرنك بالإضافة إلى ميدالية ذهبية مُنحت له من حكومة بلده الأصلالبرازيل.
جعلت شركة الطيران من سانتوس دومونت مشهوراً في أوروبا وحول العالم، وربح العديد من الجوائز، وأصبح صديقاً للمليونيرية ورواد الطيران وطبقة الأغنياء. في عام 1903م قامت آيدا دياكوستا -أول أنثى قائدة للطائرات- (Aida de Acosta) بقيادة إحدى طائراته. وفي عام 1904م قام بزيارة الولايات والمتحدة واستضافه الرئيس ثيودور روزفلت في البيت الأبيض.
في عام 1904م قام سانتوس دومونت بتطيير طائرته الجديدة (رقم 7) وأيضاً معروفة بـ (ريسر) من باريس إلى ستريت لويس لينافس بها على جائزة 100 ألف دولار في معرض الشراء بلويزيانا. وهذه الجائزة تعطى لأي طائرة بإمكانها أن تقوم برحلة ثلاثية بعدة شروط وهي أن تحلق الطائرة على ارتفاع 24 كم، أن تتأخذ شكل إل (L) على سرعة 32 متر في الساعة، ثم خفضت إلى 24 متر في الساعة، أيضا كان من الضروري للمكنة أن تهبط دون أن تسبب أذى لجسم الطائرة وليس بأكثر 46 متر من نقطة البداية. ولكونه أفضل متسابق، تأكد القائمون على المسابقة بمشاركته. ولكن فور وصوله إلى ستريت لويس وجد سانتوس دومونت في طائرته خللاً لا يمكن إصلاحه، فدارت الشكوك بأن هناك مخرب استقصد الطائرة، لكن لم تكن هناك أدلة كافية، فعاد أدراجه إلى فرنسا بعد تكرر حادثة مشابهة في بوسطن.

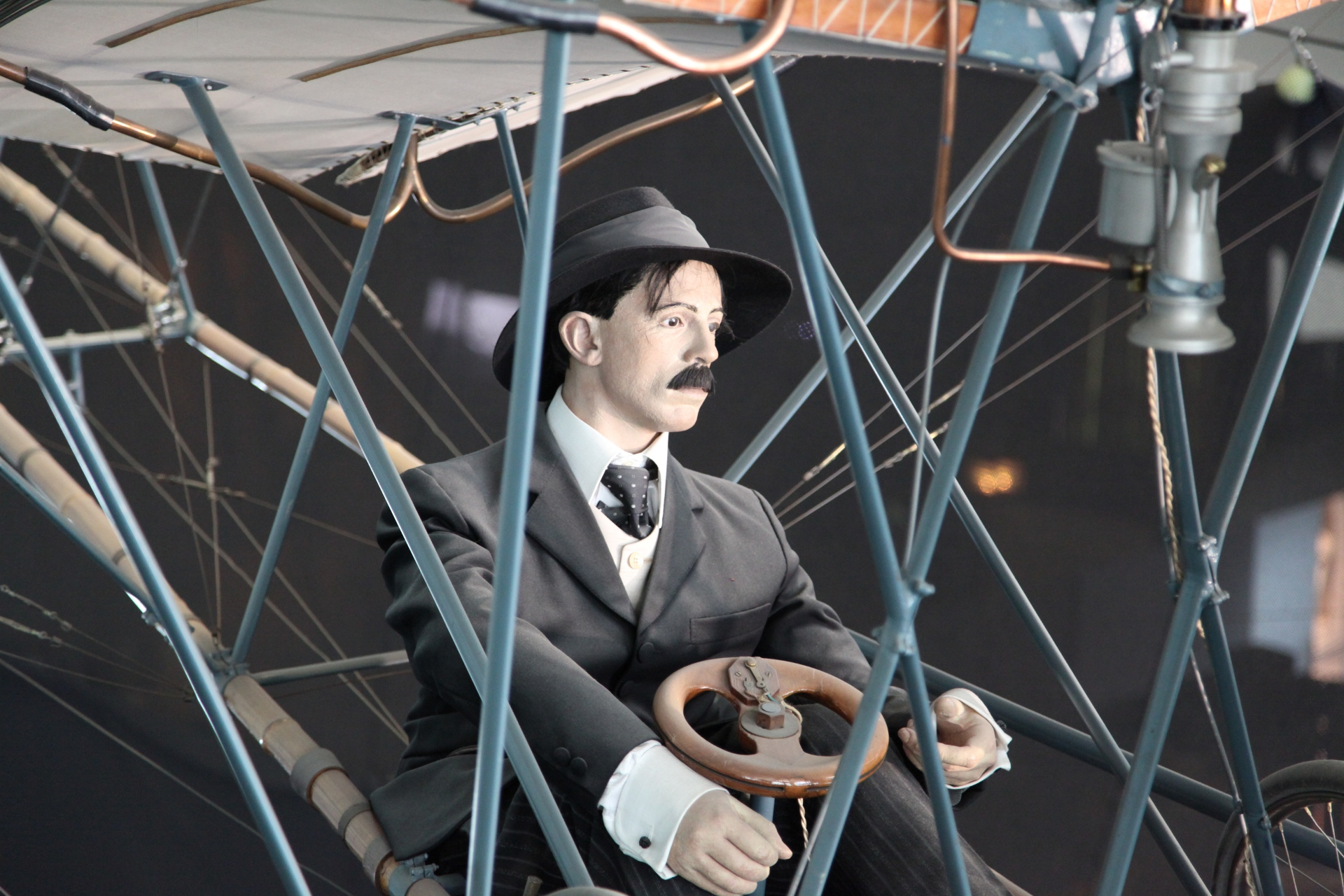
سانتوس-دومون يقود طائرته "ديموازيل 2". من معروضات متحف الطيران والفضاء في لو بورجيه.

قام جمهوره بكل حماس بمتابعة مآثره، وقام الباريسيون بتسميته لي بيتيت سانتوس، وقام العديد من تجار الأزياء بتقليد ثيابه وطريقة لبسه. كان ولا يزال إلى يومنا هذا بطلاً برازيلياً محلياً.

#### الطائرات التي تعمل بموّلدات الدفع
اتجهت رغبات سانتوس دامونت إلى صناعة الطائرات التي تعمل بمولدات الدفع والتي سُميت "الأثقل من الهواء" على الرغم من إكماله العمل على المركبات الفضائية. بحلول عام 1905 كان دامونت قد أنهى تصميم أول طائرة تشبه إلى حد كبير الطائرات المستخدمة في الوقت الحالي وهي التي تُدعى بطائرات الأجنحة الثابتة وأيضا أنهى تصميما لطائرة الهيلوكبتر. في 23 أكتوبر من عام 1906، حقق دامونت حلمه بالتحليق بقيادته لمركبة بيس-14 (أطلق على هذه المركبة اسم الطير الجارح) بالتحليق لمسافة 60 مترا (19,7قدم) على ارتفاع خمسة أمتار أو أقل من (15 قدم) قبل أن يعيد التحليق مرة آخرى أمام العامة. هذا الحدث وثٍّق كأول رحلة طيران من قبل المنظمة التي كان ينتسب إليها دامونت مع بعض هواة النادي الفرنسي للطيران والتي كان لها صيتا قويا في مجال صناعة الطائرات التي تعمل بقوة الدفع في أوروبا، وقد فازت هذه المنظمة بجائزة "دتشي أرشيديون (the Deutsch-Archdeacon) لتوثيقها أول تحليق لطائرة تحلق لمسافة أكثر من 25 مترا. في الثاني عشر من نوفمبر من عام 1906، حقق سانتوس داموس رقما قياسيا بتحليقه لمسافة 220 م في غضون 21,5 جزء من الثانية، وقد وثق ذلك الإنجاز من قبل "الاتحاد الدولي للطيران".

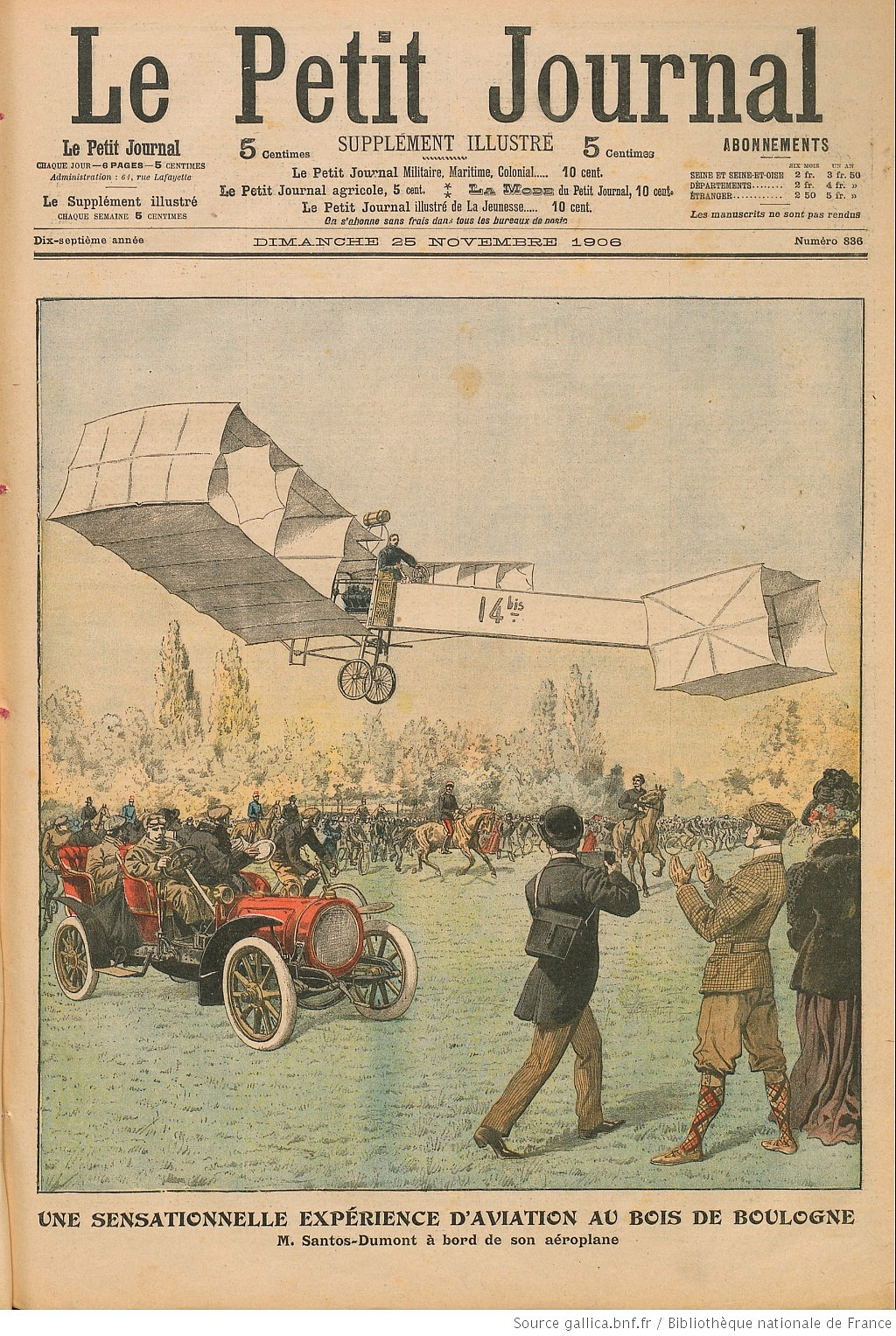
غلاف مجلة "لو بيتي جورنال" عدد 25 نوفمبر 1906 تظهر طيران سانتوس دومون

أضاف سانتوس دامونت تحسينات آخرى في تصماميم الطائرات التي قام بتصميمها سابقا. أضاف الأجنحة المتحركة بين الأجنحة لتساعد في زيادة استقرار الطائرة من الجانبين أكثر من التي كان معمولا بها في طائرة بيس-14. تطورت هذه الاجنحة في الطائرات الحديثة وأصبح مكانها في منتصف الجناحين لتسهل عملية الإقلاع والهبوط. كما أحدث داموند نقلة جوهرية في تطوير مولد الدفع في ماكينة الطائرة بتحسين نسبة القوة للوزن لتولد قوة دفع أقوى بوزن أقل، وهذا ماكان يقف عائقا امام هواة ومهندسين الطائرات في ذلك الوقت وهو إيجاد مولد دفع للطائرة بوزن أقل وبقوة دفع اكبرحيث كان المتعارف عليه هو انه كلما اردت أن تزيد من قوة الدفع هذا يعني زيادة في وزن المحرك وبالتالي ثقل الطائرة.) كما قام بعمل تحسينات آخرى في مجال تقنية الطائرات
كان التصميم الأخير لسانتوس ديمونت هو الطائرات اُحَادِيَّةُ السَّطْح وتدعى ديموزال (موديل من 19 إلى 22) هذه الطائرة كان يستخدمها ديمونت للنقل الخاص. ويتألف الهيكل الخارجي للطائرة من ثلاثة أذرعة خيرزانية قوية وهناك مقعد الطائرة حيث يجلس الطَيَّار خلف المقود الرئيسي لثلاث عجلات لهبوط الطائرة. وتم التحكم بالطائرة خلال طيرانها باستخدام أداتين منها الذيل وكانت وظيفته كرافع الذي يتحكم بتوجيه التموج للطائرة وكدفة للطائرة مما يمكن الطيار من عمل انحراف للطائرة بالمحور العمودي. وباستخدام أداة أخرى يطلق عليها نظام التحكم بالدوران.

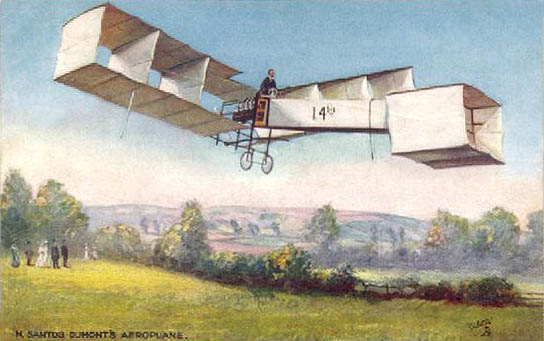
طائرة بيس-14 كما تظهر على بطاقة بريدية

وفي 1908، بدأ سانتوس ديمونت العمل مع شركة أدولف كليمنت لإنتاج ضخم لطائرته الديموزال موديل 19، وكانت خطتهم هي إنتاج مئة طائرة لكن تم تصنيع خمسين طائرة وتم بيع خمسة عشر طائرة فقط بسعر 7,500 فرانك لكل طائرة. وكان ذاك الإنتاج هو أول خط إنتاج للطائرات. وفي سنة 1909م كانت الطائرة تأتي بثلاث محركات مختلفة يختار منها العميل، مثل محرك كليمنت بقوة حصانية تبلغ 20 ومحرك رايت 4 سلندر 30 قوة حصانية (كان لدى كليمنت الرخصة لتصنيع محركات الأخون رايت) ومحرك كليمنت بيارد بـ40 كيلو متر في الساعة 120 قوة حصانية الذي صُمم من قبل بيير كليرغيه. ومن الممكن لطائرة الديموزيل التحليق بسرعة.

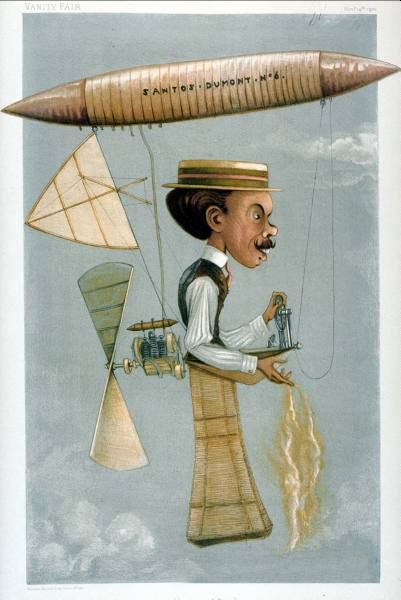
رسم كاريكاتوري لالبرتو سانتوس

من الممكن تصنيع طائرة الديموزال في غضون خمسة عشر يوماً. وبأدائها الرائع وتحليق بسرعة أكثر من 100 كيلو متر بالساعة، كانت الديموزال آخر طائرة من تصميم سانتوس ديمونت. وفي نسخة مجلة بيبلور ميكنكس، يونيو 1910م نشرت المجلة رسومات، لطائرة الديموزال مع تعليق ”هذه الطائرة هي الأفضل من بين كل الطائرت التي صُنعت، أنها الطائرة المناسبة لأولئك الناس الذين يرغبون برؤية النتائج بأقل تكلفة وخبرة تحليق لديهم”. وتاجرت الشركات الأمريكية برسومات وقطع من طائرة الديموزال لعدة سنين. وكان سانتوس ديمونت متحمّسا للغاية لفكرة الطيران لدرجة أنه جعل رسومات طائرة الديموزال توزع مجانا، مؤمنا أن الطيران سيقود الجنس البشري إلى عصرٍ مليء بالإنجازات أول طائرة ثابتة الجناحين: مقارنة طائرة الباس 14 مع طائرة رايت فلايرز. نسب المؤرخون الأخوة رايت بأنهم أول من صنع طائرة خفيفة الوزن قادرة على التحليق باستعانة محركاتها القوية التي تتيح طيران ثابت ومتحكم به.
استخدم الأخوان رايت السكك الحديدية لرحلات عام 1903م، واستخدموا المنجنيق لإطلاق رحلاتهم عام 1904 و 1905م. بينما كانت لطائرات سانتوس دومون وغيره من الأوروبيين عجلات هبوطٍ لطائِراتهم، واصل الأخوان رايت واستخدموا الزلاجات مما استلزم استخدام شاحنة للدفع على المسار. تأسس اتحاد المطارات الدولية في فرنسا عام 1905م للتحقق من سجلات الطيران، ونصّت على أنه يجب على الطائرة أن تكون قادرة على الإقلاع تحت تحكم الطيار من أجل أن تتأهل لرقم قياسي - للسجل، أو تُدوّن - يؤكد أنصار سانتوس دومون أن ذلك يعني أن 14-bis كانت تقنياً أول طائرةٍ ناجحة ثابتة الجناح. قضية ماهي الطائرة الأولى أو الأكثر عملية كانت مسألة نقاش بين مؤيدي سانتوس دومون ومؤيدي الأخوان رايت. طارا الأخوان رايت أولاً. وطائرة سانتوس دومون أقلعت على العجلات قبل الأخوان رايت، وحصلت على جوائز متنوعة وأرقام قياسية في فرنسا. ساهمت رحلات سانتوس دومون في 14-bis في تطوير الطيران حيث أنه أثبت إمكانية رحلات الطيران الأثقل من الهواء. هذا الأمر الذي شجع بقية الطيارون في أوروبا على بدء وتسريع خطوات تجاربهم وبحوثهم.

#### ساعة يد
احتاج سانتوس دومنت أن يحسب الفاصل الزمني أثناء سفره بطائرته التي سماها «ديموازيل» (أي الأنسة بالفلانسية)، وقد كان باتيك فيليب قد اخترع ساعة اليد قبل عقود من ذلك الوقت، ولكن سانتوس دومنت لعب دورا بارزا في إشاعة استخدامها بين الرجال في بداية القرن العشرين بعد أن حُصر لبسها للنساء فقط كقطعة من الحلي، بينما كان الرجال يفضلون ساعات الجيب.
وفي أثناء احتفال سانتوس دومنت بفوزه بجائزة Deutsch عام 1904 في مطعم ماكسيم في باريس اشتكى لصديقه لويس كارتييه عن الصعوبة التي يواجهها في كل مرة يراقب فيها ساعة جيبه ليقيس مدى أدائه أثناء الطيران، ثم طلب من صديقه كارتييه أن يأتي ببديل لساعة الجيب تتيح له التحكم بكلتا يديه أثناء الطيران بينما يراقب الوقت. وبالفعل قام كارتييه بحل هذه المشكلة وكانت النتيجة ساعة بحزام جلدي ومشبك صغير تُلبس في المعصم.
بعد ذلك لم يقم سانتوس دومنت بالإقلاع بدون ساعته الكارتييه، وقد استخدمها عندما حقق الرقم القياسي في الطيران على بعد 220.م (730 قدم) خلال 21 ثانية في 12 نوفمبر عام 1906. وقد عرضت ساعته هذه رسميا في 20 أوكتوبر عام 1979 في معرض باريس للطيران بجانب آخر طائرة صنعها ديموزيل عام 1908م. وقد اشتهرت من بعده محلات كارتييه لساعات اليد والنظارات الشمسية.

### السنوات الأخيرة
اشترى سانتوس دومون إحدى سيارات زيبرا الأوائل، وهي الآن معروضة في متحف ساو باولو للسيارات وقد واصل سانتوس دومون بناء الطائرات والتحليق مثل «دومويزيل 21» وكانت رحلته الأخيرة كطيار بطائرة دوموِيزل في الرابع من يناير عام 1910 وقد انتهت الرحلة بحادث ولم ولم يتضح سببه؛ حيث كان هناك في ساحة الحادث القليل من المراقبين ولم يكن هناك صحفيين، إلا أنّه قيل في فيلم وثائقي تلفزيوني عن سانتوس دومون أنّ سقوط الطائرة كان نتيجة لسلك مقطوع. [9]
وبعد بضعة أشهر مرِض سانتوس دومون بمرض خطير فقد أُصيب بضعف الرؤية والدوار مما أحال عليه القيادة بل وحتى الطيران، وتم تشخيص حالته بأنه مصاب بالتصلب اللويحي فقام فجأة بإقالة موظّفيه وإغلاق ورشته وبوقت سريع أدّى مرضه إلى اكتئاب مُتفاقم.
في عام 1911 انتقل سانتوس دومون من باريس إلى قرية على شاطئ البحر تدعى بينغفيل (حالياً تسمى بينغفيل سيوغ ميغ) وهي المكان الذي كان يمارس فيه علم الفلك كهواية.
بعض السكان المحليين الذين يعرفون القليل عن شهرته الواسعة وأعماله البطولية في باريس منذ سنوات قليلة ماضية أخطؤوا في تفسير وجود منظار ألماني الصنع بحوزته وفي لهجته الغريبة واعتبروا أن تلك دلائل تشير إلى أنه جاسوس ألماني يسعى خلف نشاط البحرية الفرنسية؛ فأدت هذه الشكوك إلى تفتيش غرف سانتوس دومون بواسطة أجهزة الأمن الفرنسية، وبقدر انزعاجه من تلك التهمة الموجهة إليه وشعوره بالإحباط بسبب معاناته مع مرضه؛ قام سانتوس دومون بحرق كل أوراقه وخططه وملاحظاته ولذلك السبب بقي اليوم القليل من المعلومات المتوفرة عن تصاميمه.
وفي العام 1931 غادر سانتوس دومون فرنسا للعودة إلى مسقط رأسه البرازيل ولكن عودته إليها قد شوهتها حادثة مأساوية؛ فقد استقل اثنا عشر عضواً من جماعة العلوم البرازيلية طائرة مائية بهدف عمل تكريم عاجل لعودة الطيار على متن سفينة الركاب الفخمة «كاب أركونا» ولكن الطائرة المائية تحطمت مع فقدان جميع من كانوا عليها فزادت هذه الخسارة من إحباط سانتوس دومون.
اشترى سانتوس دومو قطعة أرض في البرازيل على جانب أحد التلال في مدينة بتروبوليس بالجبال القريبة لريو دي جانيرو. وفي عام 1918 بني فيها منزلاً صغيراً وملأه بنماذج إبداعية لأجهزة ميكانيكية من ضمنها سخّان للدش وقوده الكحول من تصميمه.
اختار السكن بهذه التلال تحديداً بسبب انحدارها الشديد ليثبت أن بإمكانه بناء منزل مريح في مكان غير مناسب وذلك بالمهارة والابتكار. ب أعتاد سانتوس أن يقضي صيفه في ذلك المسكن بعد أن أتم بنائه هربا من حر الصيف في (ريو ديو جانيور). وتعبيراً عن حبه لهذا المكان«المُبهر» أسماه إنكانتادا (المسحور) تيمناً باسم الطريق الذي يقع عليه هذا التل، ريو ديو جانيور (الطريق الساحر)..
صُمم دَرَج المنزل بطريقة غريبة حيث قص النصف الأيسر من عتبة الدرج الأولى ثم الجزء الأيمن من العتبة التي تليها ليجعل انحدار الدرج مناسباً لمساحته الصغيرة ويسمح بالوقت ذاته للبشر بالصعود بشكل مريح. وبما أن الجزء الأيسر من عتبة الدرج الأولى مقصوص، يستلزم على الشخص الصاعد أن يخطو برجله اليمنى أولاً.

### العلاقات العاطفية والحياة الخاصة
كان «سانتوس دامونت» أعزباً طوال حياته. مع ذلك، فقد أظهر مشاعراَ خاصة تجاه «أيدا دي أكوستا» وهي امرأة كوبية-أمريكية متزوجة. كانت «أيدا» هي الشخص الوحيد الذي حظي بفرصة التحليق في الجو عن طريق إحدى مناطيده.
لقد سمح «سانتوس» لـ«أيدا» بقيادة المنطاد ذو المحرك رقم 9 وبذلك كانت «أيدا» الأولى في قيادة آلات الطيران المتحركة أو (المحركات الجوية) في تاريخ النساء.
وحتى نهاية حياته احتفظ «سانتوس» بصورةٍ لها في درجه بجانب إناءٍ من الزهور النضرة. بالرغم من ذلك، لم يوجد أي أدلة تدل على أنهما استمرا بالتواصل بعد تلك الرحلة الجوية. إعلامياً، «أيدا» أدلت بأنها بالكاد تعرفه.
عُرف سانتوس بعدم وضع علامة شرطية (-) بين اسميه الأخيرين، بل كان يضع علامة مساواة (=) بينهما وكان يفضّل ذلك ليعبر عن احترامه المتساوي لكلاً من والده الفرنسي وأمه البرازيلية الأصل.

### وفاته

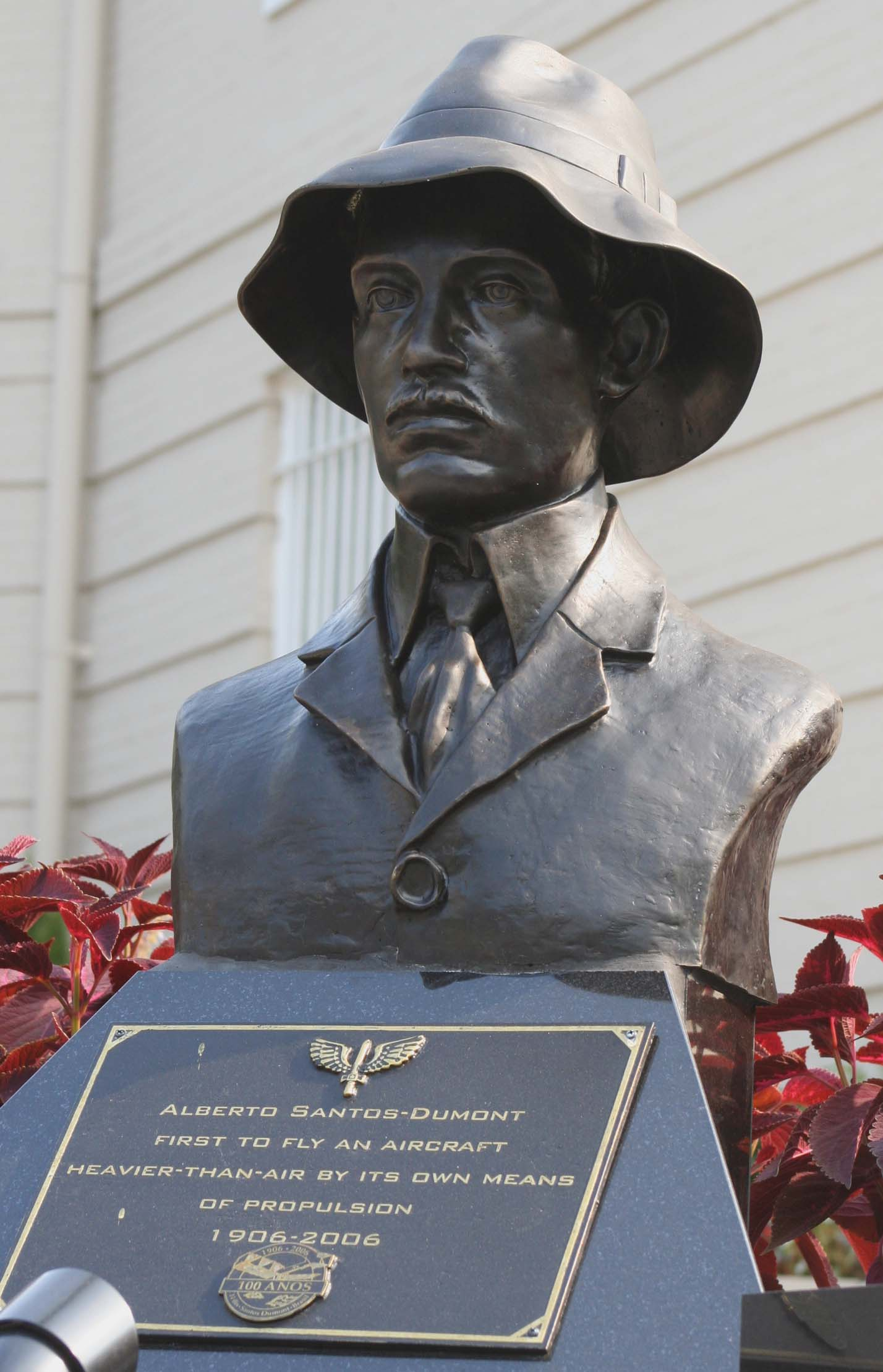
تمثال البرتو سانتوس قرب السفارة البرازيلية في واشنطن العاصمة.

اشتد على سانتوس المرض قبل وفاته وقيل أنه كان مصاباُ باكتئابٍ حاد بسبب التصلب اللويحي لكن لم يتم تأكيد ذلك رسميا، وكذلك بسبب استخدام محركاته الجوية في الحرب أثناء ثورة «سو باولو» الدستورية في الثالث والعشرين من تموز «أيلول» لعام 1932 ولقد أقدم «سانتوس دامونت» على الانتحار وذلك بتعليق نفسه في مدينة«جوروجا في سان باولو»، مع ذلك فقد كانت وفاته في ظل الظروف الغامضة غير مفهومة وخلقت كثيراً من الأسئلة حول إذا ماكان قد مات مقتولاً [12]، وتم دفنه في مقبرة «سو جوا باتيستا» في ريو دي جانيرو في البرازيل. وبنيت الكثير من المعالم لتخليد ذكراه داخل بلده الأم وغيرها من البلدان وكذلك أصبح الآن منزله في «باتروبوليس- البرازيل» متحفا ومعلماً في البرازيل  ؛ وفي عام 1997 أطلق عليه الرئيس الأمريكي «بيل كلينتون» لقب (والد الطيران) وذلك في سبيل الاعتراف بأهميته ومشاركته الأساسية وإسهامه الكبير في مجال الطيران وتاريخ آلات الطيران.

## روابط خارجية
- ألبرتو سانتوس على موقع الموسوعة البريطانية (الإنجليزية)
- ألبرتو سانتوس على موقع أوليمبيديا (الإنجليزية)